# Arsentsumebit
Arsentsumebit ist ein selten vorkommendes Mineral aus der Mineralklasse „Phosphate, Arsenate und Vanadate“ mit der chemischen Zusammensetzung Pb2Cu[OH|SO4|AsO4] und damit chemisch gesehen ein Blei-Kupfer-Arsenat mit zusätzlichen Sulfat- und Hydroxidionen und das Arsenat-Analogon von Tsumebit.
Arsentsumebit kristallisiert im monoklinen Kristallsystem und entwickelt nur kleine, durchscheinende Kristalle bis etwa zwei Millimeter Größe in erdigen bis massigen Aggregate oder krustigen Überzügen von blaugrüner, gelbgrüner oder smaragdgrüner bis hellgrüner Farbe bei hellgrüner Strichfarbe.

## Etymologie und Geschichte
Der Name Arsentsumebit gibt zum einen seinen ersten Fundort (Typlokalität) der Tsumeb Mine und zum anderen einen seiner Hauptbestandteile Arsen wieder, welches den Arsentsumebit vom Tsumebit unterscheidet. Erstmals entdeckt und beschrieben wurde er 1935 von dem französischen Colonel, Mineralsammler und -forscher Jean Paul Louis Vésignié (1870–1954).
Da der Arsentsumebit bereits lange vor der Gründung der International Mineralogical Association (IMA) bekannt und als eigenständige Mineralart anerkannt war, wurde dies von ihrer Commission on New Minerals, Nomenclature and Classification (CNMNC) übernommen und bezeichnet den Arsentsumebit als sogenanntes „grandfathered“ (G) Mineral. Die seit 2021 ebenfalls von der IMA/CNMNC anerkannte Kurzbezeichnung (auch Mineral-Symbol) von Arsentsumebit lautet „Atsu“.
Das Typmaterial des Minerals wird im Harvard Mineralogical Museum (HMM) der Harvard University in Cambridge (Massachusetts) unter der Katalog-Nummer 134586 aufbewahrt.

## Klassifikation
Bereits in der zuletzt 1977 überarbeiteten 8. Auflage der Mineralsystematik nach Strunz gehörte der Arsentsumebit zur Mineralklasse der „Phosphate, Arsenate und Vanadate“ und dort zur Abteilung „Wasserfreie Phosphate, Arsenate und Vanadate mit fremden Anionen“, wo er zusammen mit Bayldonit die „Bayldonit-Tsumebit-Gruppe“ mit der Systemnummer VII/B.14 und den weiteren Mitgliedern Tsumebit und Vésigniéit bildete.
In der zuletzt 2018 überarbeiteten Lapis-Systematik nach Stefan Weiß, die formal auf der alten Systematik von Karl Hugo Strunz in der 8. Auflage basiert, erhielt das Mineral die System- und Mineral-Nr. VII/B.24-050. Dies entspricht ebenfalls der Abteilung „Wasserfreie Phosphate, mit fremden Anionen F,Cl,O,OH“, wo Arsentsumebit zusammen mit Arsenbrackebuschit, Bearthit, Brackebuschit, Bushmakinit, Calderónit, Canosioit, Feinglosit, Ferribushmakinit, Gamagarit, Goedkenit, Grandait, Jamesit, Lulzacit, Tokyoit und Tsumebit die „Brackebuschitgruppe“ mit der Systemnummer VII/B.24 bildet.
Auch die von der IMA zuletzt 2009 aktualisierte 9. Auflage der Strunz’schen Mineralsystematik ordnet den Arsentsumebit in die Abteilung der „Phosphate usw. mit zusätzlichen Anionen; ohne H2O“ ein. Diese ist allerdings weiter unterteilt nach der relativen Größe der beteiligten Kationen und dem Stoffmengenverhältnis der zusätzlichen Anionen (OH usw.) zum Phosphat-, Arsenat- bzw. Vanadatkomplex (RO4), so dass das Mineral entsprechend seiner Zusammensetzung in der Unterabteilung „Mit mittelgroßen und großen Kationen; (OH usw.) : RO4 = 0,5 : 1“ zu finden ist, wo es zusammen mit Arsenbrackebuschit, Bearthit, Brackebuschit, Bushmakinit, Calderónit, Feinglosit, Gamagarit, Goedkenit, Tokyoit und Tsumebit die „Brackebuschitgruppe“ mit der Systemnummer 8.BG.05 bildet.
In der vorwiegend im englischen Sprachraum gebräuchlichen Systematik der Minerale nach Dana hat Arsentsumebit die System- und Mineralnummer 43.04.02.02. Dies entspricht ebenfalls der Klasse der „Phosphate, Arsenate und Vanadate“ und dort der Abteilung „Phosphate“, wo das Mineral nur zusammen mit Tsumebit in der „Tsumebitgruppe“ mit der Systemnummer 43.04.02 innerhalb der Unterabteilung „Zusammengesetzte Phosphate etc., (Wasserfreie zusammengesetzte Anionen mit Hydroxyl oder Halogen)“ zu finden ist.

## Kristallstruktur
Arsentsumebit kristallisiert monoklin in der Raumgruppe P21/m (Raumgruppen-Nr. 11) mit den Gitterparametern a = 8,85 Å; b = 5,92 Å; c = 7,84 Å und β = 112,6° sowie 2 Formeleinheiten pro Elementarzelle.

## Bildung und Fundorte

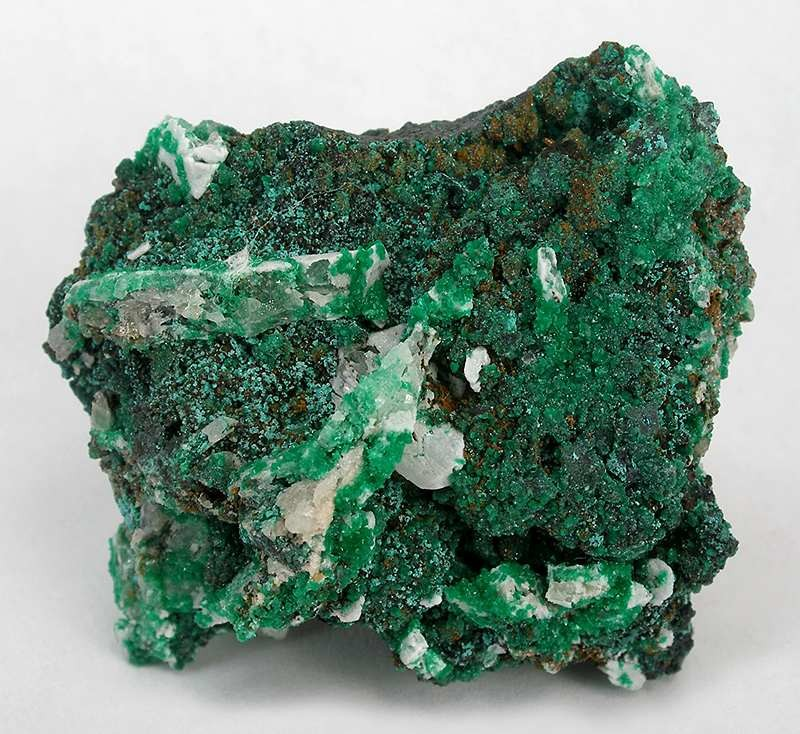
Arsentsumebit und Anglesit (weiß) aus der Tsumeb Mine in Namibia

Tsumebit ist ein Sekundärmineral, das sich in den Oxidationszonen von Blei- und Kupferlagerstätten bildet und dort durch Substitution aus Mimetesit entsteht. In Tsumeb finden sich auch Pseudomorphosen (angenommene Kristallform eines anderen Minerals) nach Azurit. Begleitminerale sind neben Mimetesit und Azurit unter anderem noch Anglesit, Bayldonit, Cerussit, Conichalcit, Malachit und Smithsonit.
Als seltene Mineralbildung konnte Arsentsumebit nur an wenigen Orten nachgewiesen werden, wobei weltweit bisher rund 40 Vorkommen dokumentiert sind (Stand 2024). Seine Typlokalität, die Tsumeb Mine in der Region Oshikoto, ist dabei der bisher einzige bekannte Fundort in Namibia.
In Deutschland fand sich das Mineral unter anderem in der Grube Clara bei Oberwolfach und der Grube Friedrich-Christian bei Bad Rippoldsau-Schapbach in Baden-Württemberg, der Grube Glücksrad in der Gemeinde Schulenberg im Oberharz in Niedersachsen, der Grube Wilder Mann bei Müsen in Nordrhein-Westfalen und die Grube St. Christoph (auch Grube Raubschloss oder Alte Burg) bei Raubschloss (Gräfenroda) in Thüringen.
In Österreich trat Arsentsumebit bisher nur an der Kranzlhöhe im Forstautal in den Radstädter Tauern und der Lungauer Kalkspitze in den Schladminger Tauern im Salzburger Land sowie an der Steirischen Kalkspitze nahe den Giglachseen in den Niederen Tauern in der Steiermark auf.
Weitere Fundorte sind Broken Hill (New South Wales) und Ashburton Shire (Western Australia) in Australien; die Kupferlagerstätte bei Zapachitsa in der bulgarischen Gemeinde Swoge; Moldava (Moldau) in Tschechien; die französischen Gemeinden Ébreuil, Padern, Le Pradet und Les Ardillats (Département Rhône); Lavrio (Lavrion) in Griechenland; Wethel im walisischen Powys (Großbritannien); sowie die Inyo Mountains im Inyo County, die John Long Mountains im Granite County, die Gallinas Mountains im Lincoln County (New Mexico) und Gold Hill im Tooele County in den Vereinigten Staaten.

## Verwendung
Arsentsumebit hat wie Tsumebit außer als Mineralprobe keinerlei wirtschaftliche Bedeutung.